# Newchurch (Kent)
Newchurch is een civil parish in het bestuurlijke gebied Shepway, in het Engelse graafschap Kent.